# نیمه‌هشیار
زیگموند فروید، ذهن انسان را به کوه یخی با سه بخش هشیار، نیمه‌هشیار، و ناهشیار تشبیه می‌کرد که قسمت کوچکی از آن در بالای سطح آب دیده می‌شود و ضمیر نیمه‌هشیار یکی از دو لایهٔ زیر آب است. «نیمه‌هشیار» حاوی همهٔ اطلاعاتیست که هنوز یا فعلاً در ذهن حضور فعال ندارند، اما هر زمان که بخواهیم می‌توانیم آن‌ها را وارد قسمت هشیار ذهن کنیم.
بخش نیمه‌هشیار مغز می‌تواند از طریق کلام دیگران و کلام خود شخص برنامه‌ریزی شود و این برنامه‌ریزی می‌تواند تا پایان عمرِ فرد با وی باقی بماند.